# Ordre de bataille à la bataille du périmètre de Busan
Ceci est l'ordre de bataille à la bataille du périmètre de Busan pour les Nations unies et la Corée du Nord. La bataille se déroule d'août à septembre 1950 lors de la guerre de Corée.
Cet engagement mobilise de chaque côté d’importantes ressources terrestres, aériennes et maritimes. Des milliers de soldats sont envoyés en Corée du Sud au cours de la bataille en provenance principalement des États-Unis et du Royaume-Uni. Plusieurs autres nations participent à la force navale avec l’envoi de navires comme l’Australie, la Nouvelle-Zélande, le Canada et les Pays-Bas. Mais bien que de nombreux pays contribuent au contingent de l’ONU, la majorité des troupes lors de la bataille sont américaines et sud-coréennes.
Les forces de l'ONU s'avèrent supérieures aux forces nord-coréennes numériquement et dans l'organisation, mais ces forces souffrent d'un manque d'équipement et de formation, en particulier pour les forces terrestres au début des combats. Cependant, alors que la bataille se poursuit autour du périmètre de Busan, les forces de l'ONU continuent à recevoir de l'équipement et des soldats, obtenant un avantage écrasant dans leurs composantes terrestres, aériennes et maritimes.
Les forces nord-coréennes demeurent inférieures aux forces de l'ONU en nombre, mais à plusieurs reprises, elles sont en mesure de démontrer la supériorité de leur entrainement. Les troupes au sol nord-coréennes sont souvent bien formées et bien équipés avec des armes modernes. Mais la longue bataille autour du périmètre décime gravement les troupes forçant les Nord-coréens à compter de plus en plus sur les conscrits et les jeunes recrues, diminuant ainsi leur avantage dans la bataille. Les forces aériennes et navales nord-coréennes sont par contre petites, mal formées et mal équipées, et jouent un rôle négligeable dans la bataille.

## Forces des Nations unies

### Forces terrestres

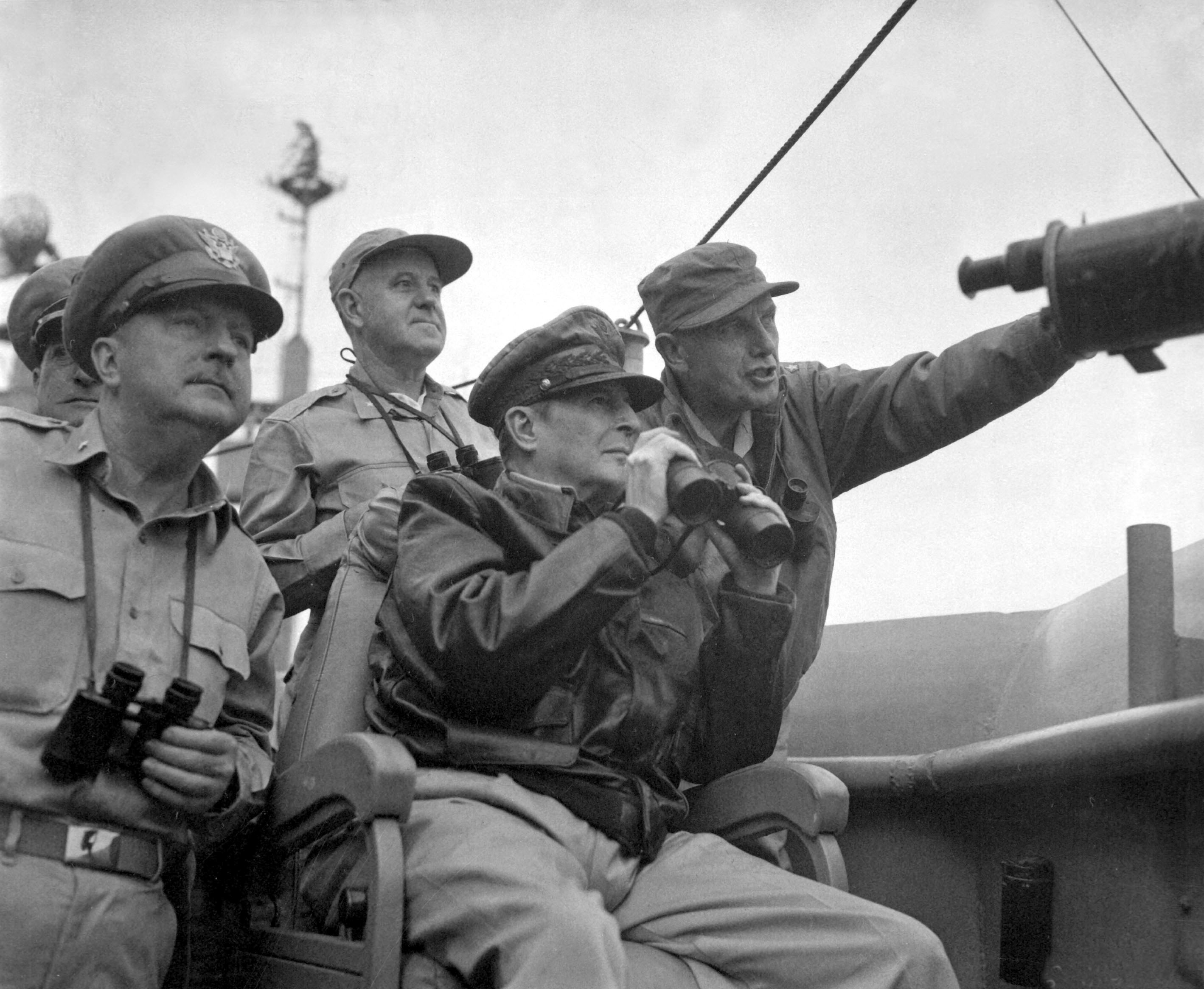
Douglas MacArthur (au centre) conserve le commandement général des forces de l'ONU au cours de la bataille du périmètre de Busan.

Les forces des Nations unies sont organisées sous le commandement de l'United States Army. La 8e armée des États-Unis sert de quartier général pour les forces de l'ONU, basée à Daegu,. Elle commande à trois divisions américaines incomplètes. La 24e division d'infanterie mécanisée arrive dans le pays au début de juillet, tandis que la 25e division d'infanterie et la 1re division de cavalerie débarquent entre le 14 et le 18 juillet. Ces forces occupent le tronçon ouest du périmètre, le long du fleuve Nakdong.
L'armée de la République de Corée dispose d'une force de 58000 soldats organisée en deux corps et cinq divisions. D'Est en Ouest, le 1er corps d'armée contrôle la 8e divisions d'infanterie et la division Capitale, tandis que le 2e corps d'armée contrôle 1re division d'infanterie et la 6e division d'infanterie. Une 3e division d'infanterie reconstituée est placée sous le contrôle direct de l'armée sud-coréenne,. Le moral des unités de l'ONU est faible en raison du grand nombre de défaites subies à cette date,. Les forces américaines ont souffert de plus de 6000 blessés au cours du mois passé, tandis que l'armée sud-coréenne a déjà perdu environ 70000 soldats,.
Le nombre de troupes américaines et nord-coréennes au début de la bataille est difficile à estimer. Des recherches ultérieures indiquent que l'armée nord-coréenne dispose le 5 août, d'environ 70000 soldats engagés autour du périmètre de Busan. La plupart de ses divisions sont en sous-effectif, et elle compte sans-doute à peine plus de 3.000 soldats dans les unités mécanisées, et 40 chars T-34 sur le front en raison de pertes importantes subies précédemment,. MacArthur rapporte la présence de 141808 soldats de l'ONU en Corée le 4 août, dont 47000 dans des unités de combat terrestres américaines et 45000 dans les unités sud-coréennes. Ainsi, la force terrestre de l'ONU surpasse numériquement les Nord-Coréens de 70000 à 92000 soldats,.
Tout au long de septembre 1950, alors que la bataille fait rage, des forces supplémentaires arrivent des États-Unis et d'autres pays pour l'ONU. La 2e division d'infanterie, le 5e régiment d'infanterie, la 1re brigade d'infanterie des Marines pour les États-Unis et une brigade de l'armée britannique arrivent à Busan avec un grand nombre de troupes fraîches et d'équipement, y compris plus de 500 chars,. À la fin de la bataille, les forces de la 8e armée sont passées de trois divisions incomplètes à quatre formations entières, bien équipées et bien préparés pour la guerre. À la fin de la bataille, la 27e brigade du Commonwealth débarque également pour aider les unités américaines et sud-coréennes.

#### 8earméedes États-Unis

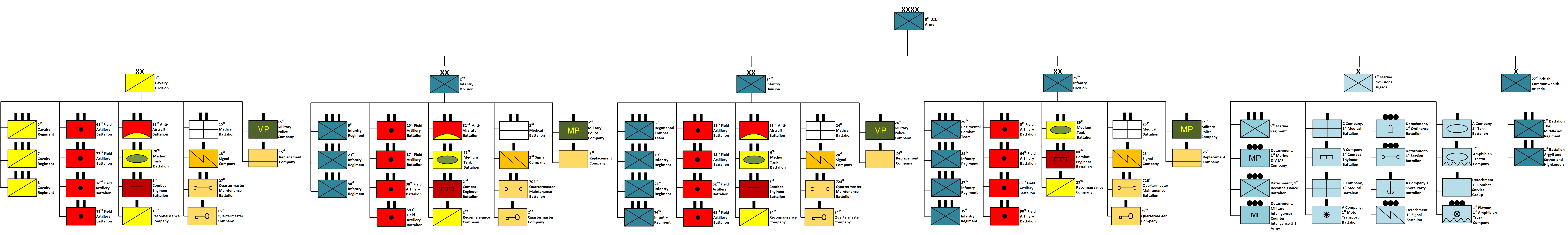
Graphique de l'ordre de bataille de la 8e armée des États-Unis lors de la bataille du périmètre de Busan.

8e armée des États-Unis

Commandant : Lieutenant général Walton H. Walker
| Unité                                                            | Sous-unités | Notes |
| ---------------------------------------------------------------- | --- | --- |
| 1re division de cavalerie Major général Hobart R. Gay            | - 5e régiment de cavalerie - 7e régiment de cavalerie - 8e régiment de cavalerie - 61st Field Artillery Battalion - 77th Field Artillery Battalion - 82nd Field Artillery Battalion - 99th Field Artillery Battalion - 29th Antiaircraft Artillery Battalion - 70th Medium Tank Battalion (en) - 8th Combat Engineer Battalion - 16th Reconnaissance Company - 15th Medical Battalion - 13th Signal Company - 27th Ordnance Maintenance Battalion - 15th Quartermaster Company - 15th Military Police Company - 15th Replacement Company | Fait état d'une force de 10 276 soldats au 4 août, et de 14 703 au 1er septembre.                          |
| 2e division d'infanterie Major général Laurence B. Keiser        | - 9e régiment d'infanterie - 23e régiment d'infanterie - 38e régiment d'infanterie - 15th Field Artillery Battalion - 37th Field Artillery Battalion - 38th Field Artillery Battalion - 503rd Field Artillery Battalion - 82nd Antiaircraft Artillery Battalion - 72nd Medium Tank Battalion - 2nd Combat Engineer Battalion - 2nd Reconnaissance Company - 2nd Medical Company - 2nd Signal Company - 702nd Ordnance Maintenance Battalion - 2nd Quartermaster Company - 2nd Military Police Company - 2nd Replacement Company | Fait état d'une force de 4 922 soldats au 4 août, et de 17 498 au 1er septembre.                           |
| 24e division d'infanterie mécanisée Major général John H. Church | - 19e régiment d'infanterie - 21e régiment d'infanterie - 34e régiment d'infanterie - 5e régiment d'infanterie - 11th Field Artillery Battalion - 13th Field Artillery Battalion - 52nd Field Artillery Battalion - 63rd Field Artillery Battalion - 26th Antiaircraft Artillery Battalion - 6th Medium Tank Battalion - 3rd Combat Engineer Battalion - 24th Reconnaissance Company - 24th Medical Battalion - 24th Signal Company - 724th Ordnance Maintenance Battalion - 24th Quartermaster Company - 24th Military Police Company - 24th Replacement Company                                                                              | Fait état d'une force de 14 540 soldats au 4 août et de 14 739 au 1er septembre.                           |
| 25e division d'infanterie Major général William B. Kean          | - 24e régiment d'infanterie - 27e régiment d'infanterie - 35e régiment d'infanterie - 29th Regimental Combat Team - 8th Field Artillery Battalion - 64th Field Artillery Battalion - 69th Field Artillery Battalion - 90th Field Artillery Battalion - 89th Medium Tank Battalion - 65th Combat Engineer Battalion - 25th Reconnaissance Company - 25th Medical Battalion - 25th Signal Company - 725th Ordnance Maintenance Battalion - 25th Quartermaster Company - 25th Military Police Company - 25th Replacement Company | Fait état d'une force de 12 073 soldats au 4 août, et de 15 007 au 1er septembre.                          |
| 1st Provisional Marine Brigade Brigadier général Edward A. Craig | - 5e régiment de Marines - Detachment, 1st Marine Division Military Police Company - Detachment, 1st Reconnaissance Battalion - Counterintelligence Corps and Military Intelligence Special Detachment (US Army) - A Company, 1st Combat Engineer Battalion - C Company, 1st Medical Battalion - A Company, 1st Motor Transport Battalion - Detachment, 1st Ordnance Battalion - Detachment, 1st Service Battalion - A Company, 1st Shore Party Battalion - Detachment, 1st Signal Battalion - A Company, 1st Tank Battalion - 1st Amphibian Tractor Company - Detachment, 1st Combat Service Group - 1st Platoon, 1st Amphibian Truck Company | Fait état d'une force de 4 725 soldats au 5 août et de 4 290 au 1er septembre.                             |
| 27e brigade d'infanterie Général de brigade Basil Coad (en)      | - 1st Battalion, Middlesex Regiment - 1st Battalion, Argyll and Sutherland Highlanders | Arrivé le 26 août, et ayant laissé un bataillon à Hong Kong, le 27e compte 1 578 soldats au 1er septembre. |

#### Armée sud-coréenne
| 3e division d'infanterie  | Général de brigade Lee Jun Shik | - 1st Cavalry Regiment - 22nd Regiment - 23rd Regiment | Dépend directement du commandement de l'armée sud-coréenne. Fait état d'une force de 8 829 soldats au 26 juillet, et de 7 154 au 1er septembre. |
| 1er corps d'armée         | Général de brigade Kim Hong Il  |                                                        | Fait état d'une force de 3 014 soldats au 26 juillet, et de 1 275 au 1er septembre.                                                             |
| Division Capitale         | Général de brigade Kim Suk-won  | - 1st Regiment - 17th Regiment - 18th Regiment         | Fait état d'une force de 6 644 soldats au 26 juillet, et de 16 376 au 1er septembre.                                                            |
| 8e division d'infanterie  | Colonel Lee Song Ga             | - 10th Regiment - 16th Regiment - 21st Regiment        | Fait état d'une force de 8 864 soldats au 26 juillet, et de 9 106 au 1er septembre.                                                             |
| 2e corps d'armée          | Brigadier General Yu Jae Hung   |                                                        | Fait état d'une force de 976 soldats au 26 juillet, et de 499 au 1er septembre.                                                                 |
| 1re division d'infanterie | Brigadier General Paik Sun-yup  | - 11th Regiment - 12th Regiment - 15th Regiment        | Fait état d'une force de 7 601 soldats au 26 juillet, et de 10 482 au 1er septembre.                                                            |
| 6e division d'infanterie  | Colonel Kim Chong O             | - 2nd Regiment - 7th Regiment - 19th Regiment          | Fait état d'une force de 5 727 soldats au 26 juillet, et de 9 300 au 1er septembre.                                                             |

### Forces aériennes

#### Far East Air Force et5eAir Force

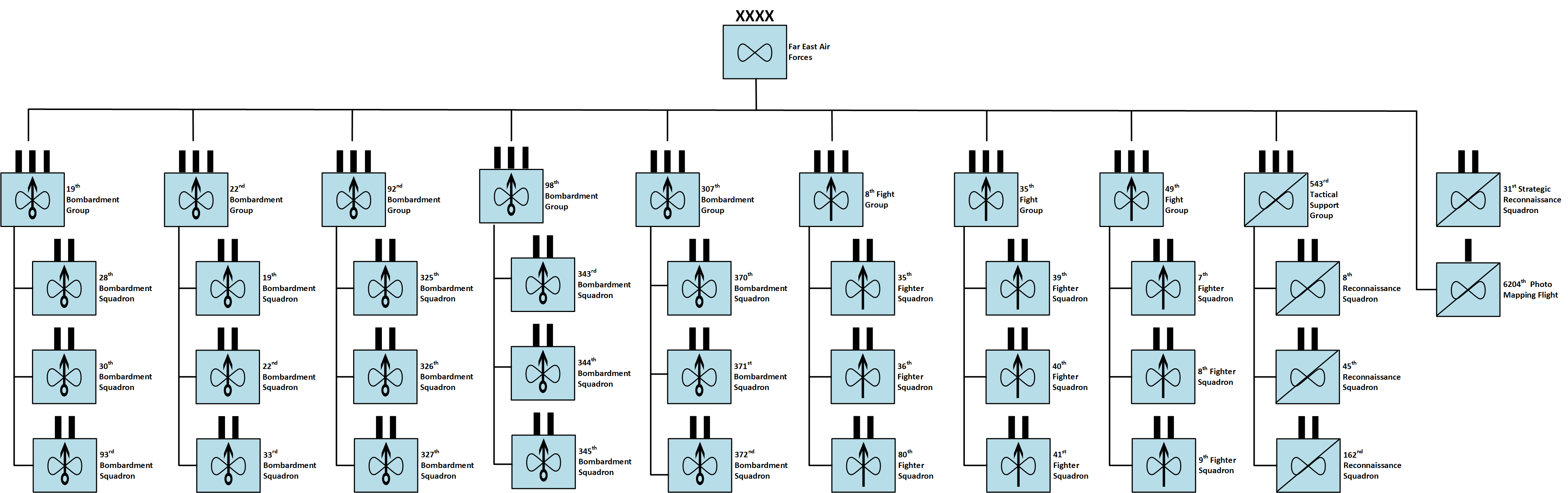
Far East Air Forces

Les forces de l'ONU disposent d'un gigantesque arsenal d'appui aérien fourni par l'US Air Force. Cet appui est principalement fourni par les Far East Air Force (United States) (FEAF) et la 5e Air Force, mais l'US Navy et US Marine Corps jouent un rôle important dans le soutien des opérations depuis la mer. Les forces de l'ONU ont le contrôle complet de l'air et de la mer tout au long de la bataille, et l'US Air Force et l'US Navy peuvent fournir un soutien aux unités au sol pratiquement sans opposition. À la fin de la bataille, la 8e armée américaine dispose de plus de soutien aérien que le 12e Groupe d'armées du général Omar Bradley durant la Seconde Guerre mondiale,. À la fin de juillet, les États-Unis ont expédié un grand nombre d'avions de tous types vers la Corée. Le 30 juillet, la Far East Air Force dispose de 890 avions (626 F-80 et 264 F-51), mais seulement 525 d'entre eux sont réellement disponibles et prêts pour le combat. La Far East Air Force commande un important contingent de B-29, bombardiers lourds longue portée basées au Japon, loin de la portée de tir des Nord-Coréens. En général, leur puissance de frappe énorme est trop lourde pour être utilisée contre les unités nord-coréennes dispersées, et les besoins se portent en faveur des chasseurs-bombardiers, plus petits et plus polyvalents, de la 5e Air Force. Et, sous l'ordre de MacArthur, les bombardiers de la FEAF n'effectue qu'une seule mission pendant les combats du périmètre de Busan,.

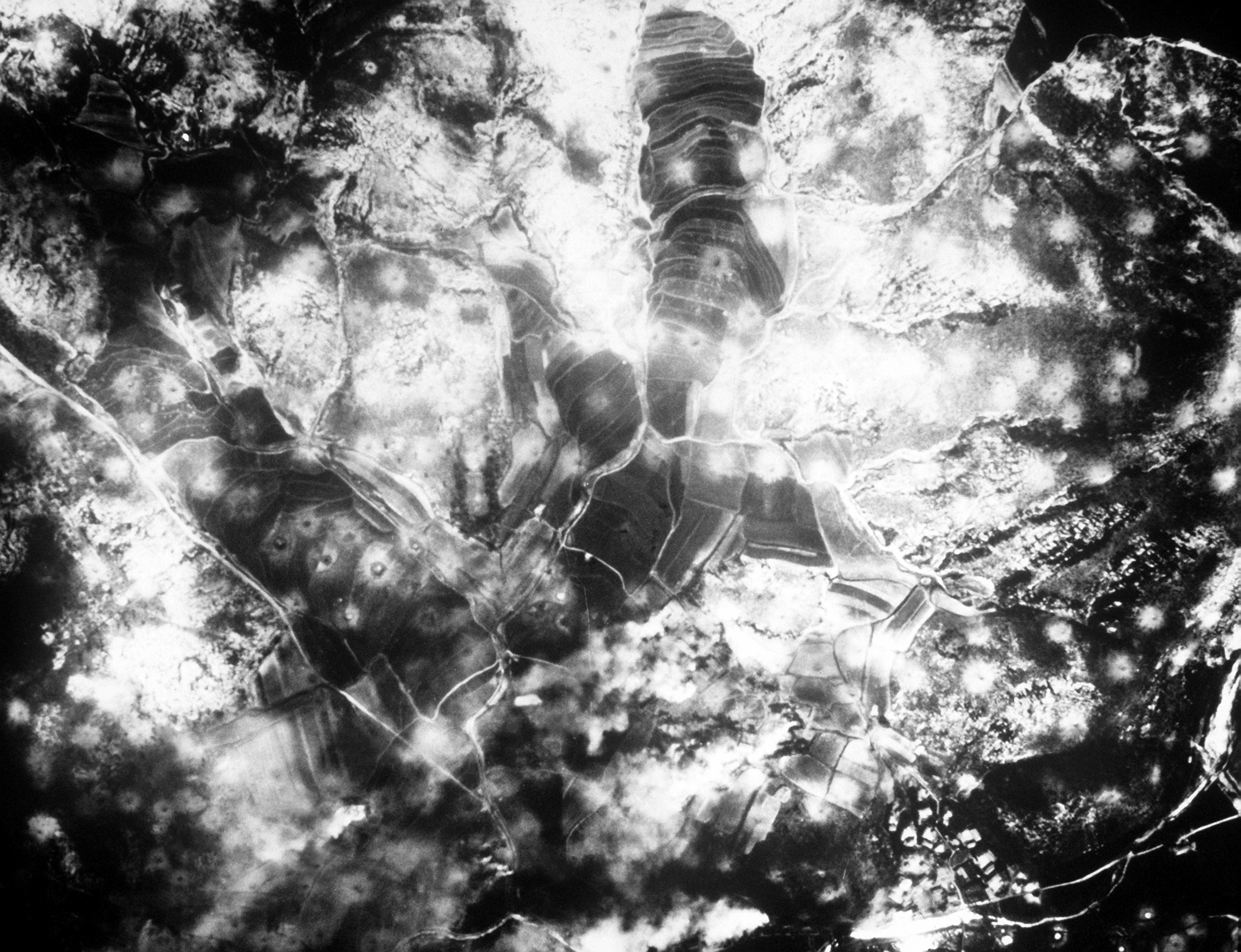
L'US Air Force effectue un tapis de bombes à proximité de Waegwan.

En effet, le 16 août, lors de la bataille de Daegu, une grande opération de tapis de bombes est menée au nord-ouest de Waegwan, où jusqu'à 40000 soldats nord-coréens sont soupçonnés d'être regroupés. Les bombardiers à 10 000 pieds lancent environ 960 tonnes de bombes de 500 et 1000 livres,. Cette attaque exige l'intégralité de la composante de bombardement FEAF et 3084 bombes de 500 livres (250 kg) et 150 bombes de 1000 livres (450 kg). C'est la plus grande opération de frappe aérienne depuis la bataille de Normandie pendant la Seconde Guerre mondiale. Le lendemain, le général Walker rapporte au général MacArthur que les dommages causés aux nord-coréens par le bombardement n'ont pu être évalué en raison de la fumée et de la poussière, et que les forces terrestres ne peuvent atteindre la zone en raison des tirs ennemis. Les informations obtenues plus tard de prisonniers nord-coréens révèlent que les divisions ennemies que les Américains pensaient être encore à l'Ouest du Naktong, avaient déjà traversé du côté Est et n'étaient plus dans la zone bombardée. Aucune preuve ne permet d'affirmer que le bombardement a tué un seul soldat nord-coréen. Cependant, le bombardement semble avoir détruit un nombre important de batteries d'artillerie nord-coréennes. Les commandants terrestres et aériens de l'ONU se sont ensuite opposés à de futurs bombardements massifs contre les troupes ennemies, sans informations précises sur la concentration de l'ennemi. Au lieu de cela, ils recommandent l'utilisation des chasseurs-bombardiers et des bombardiers en piqué pour soutenir les forces terrestres. Ils ont ensuite annulé un second bombardement d'une zone à l'est du Naktong, prévue pour le 19 août,.
| 19th Bombardment Group                 | - 28th Bombardment Squadron - 30th Bombardment Squadron - 93rd Bombardment Squadron          | B-29 Superfortress                                  | [ 39 ] |
| 22nd Bombardment Group                 | - 19th Bombardment Squadron - 22nd Bombardment Squadron - 33rd Bombardment Squadron          | B-29 Superfortress                                  | [ 39 ] |
| 92nd Bombardment Group                 | - 325th Bombardment Squadron - 326th Bombardment Squadron - 327th Bombardment Squadron       | B-29 Superfortress                                  | [ 39 ] |
| 98th Bombardment Group                 | - 343rd Bombardment Squadron - 344th Bombardment Squadron - 345th Bombardment Squadron       | B-29 Superfortress                                  | [ 39 ] |
| 307th Bombardment Group                | - 370th Bombardment Squadron - 371st Bombardment Squadron - 372nd Bombardment Squadron       | B-29 Superfortress                                  | [ 39 ] |
| 8th Fighter Group                      | - 35th Fighter Squadron - 36th Fighter Squadron - 80th Fighter Squadron                      | F-80 Shooting Star, F-82 Twin Mustang               | ,      |
| 35th Fighter Group                     | - 39th Fighter Squadron - 40th Fighter Squadron - 41st Fighter Squadron                      | F-82 Twin Mustang, F-94 Starfire, F-86 Sabre        | [ 43 ] |
| 49th Fighter Group                     | - 7th Fighter Squadron - 8th Fighter Squadron - 9th Fighter Squadron                         | F-80 Shooting Star, F-86 Sabre                      | [ 43 ] |
| 543d Tactical Support Group            | - 8th Reconnaissance Squadron - 45th Reconnaissance Squadron - 162nd Reconnaissance Squadron | RB-26 Invader, RF-80A Shooting Star, RF-51D Mustang | [ 43 ] |
| 31st Strategic Reconnaissance Squadron |                                                                                              | RB-29 Superfortress                                 | [ 43 ] |
| 6204th Photo Mapping Flight            |                                                                                              | RB-17G Flying Fortress                              | [ 43 ] |

#### Aéronaval
Les éléments de l'aviation de l'US Navy et du Corps des Marines qui appuient les forces de l'ONU contre les forces nord-coréennes lors de la bataille proviennent de plusieurs porte-avions. Pour les forces américaines, l'USS Valley Forge accueille le Carrier Air Wing 5 (en), l'USS Philippine Sea le Carrier Air Wing 11 (en). Le HMS Triumph accueille deux escadrons de la Fleet Air Arm, et deux porte-avions d'escorte abritent les avions des Marines de la 1st Marine Aircraft Wing. Le Carrier Air Group 5 est la seule escadre aérienne basée sur un porte-avions en Extrême-Orient au moment de l'éclatement de la guerre. La plupart des pilotes opérant ces avions sont des vétérans de la Seconde Guerre mondiale, cependant les compressions budgétaires réduisent considérablement leur formation et leur préparation dans les mois précédant la guerre.
Au début de la guerre, les avions sont utilisés principalement pour mener des raids et recueillir des renseignements sur des cibles nord-coréennes au sol, afin de perturber l'approvisionnement nord-coréenne vers les lignes de front. Cependant, dès que les forces de l'ONU commencent à reculer vers le périmètre de Busan après la bataille de Daejeon, les avions de la Marine sont immédiatement missionnés pour servir d'appui aérien rapproché et effectuer des frappes aériennes contre les troupes nord-coréennes au sol. Ces missions sont nettement plus risquées et l'aéronaval subit des pertes beaucoup plus élevées en raison de la défense anti-aérienne nord-coréenne.
| Unité                                  | Sous-unité | Notes                                                                                                   |
| -------------------------------------- | --- | --- |
| Carrier Air Group 5                    | - Fighter Squadron 51 (F9F Panther) - Fighter Squadron 52 (F9F Panther) - Fighter Squadron 53 (F4U-4B Corsair) - Fighter Squadron 54 (AD-1 Skyraider) - Attack Squadron 55 (AD-1 Skyraider)                                                       | Basé sur l'USS Valley Forge (CV-45)                                                                     |
| Carrier Air Group 11                   | - Fighter Squadron 111 (F9F Panther) - Fighter Squadron 112 (F9F Panther) - Fighter Squadron 113 (F4U-4B Corsair) - Fighter Squadron 114 (F4U-4B Corsair) - Attack Squadron 115 (AD-1 Skyraider)                                                  | Basé sur l'USS Philippine Sea (CV-47)                                                                   |
| 13th Carrier Air Group (Fleet Air Arm) | - 800 Naval Air Squadron (Fairey Firefly and Supermarine Seafire) - 827 Naval Air Squadron (Fairey Firefly and Supermarine Seafire) | Basé sur l'HMS Triumph (R16)                                                                            |
| Marine Aircraft Group 33               | - Marine Fighter Squadron 214 (F4U-4B Corsair) - Marine Fighter Squadron 323 (F4U-4B Corsair) - Marine Night Fighter Squadron 513 (F4U-5N Corsair and F7F Tigercat) - Marine Observation Squadron 6 (OY-2 Observation craft and HO3S1 Helicopter) | Issu de la 1st Marine Aircraft Wing. Basé sur l'USS Badoeng Strait (CVE-116) et l'USS Sicily (CVE-118). |

### Forces navales
Les forces de l'ONU ont également à leur disposition une force navale massive multinationale, qui participe à la défense du périmètre de Busan à plusieurs moments cruciaux. Les navires de la flotte pourvoient un soutien d'artillerie au cours de combats au sol et fournissent une voie de ravitaillement et d'évacuation aux troupes,. Les porte-avions servent également de bases pour un grand nombre d'avions chargés de frappes aériennes contre les forces nord-coréennes au sol,.
Les navires de l'ONU continuent à affluer autour du théâtre d'opération pendant et après l'engagement périmètre de Pusan et jouent un rôle de soutien relativement varié lors de la bataille. La flotte est donc scindée en trois groupes principaux :
- la Task Force 77 formée principalement par les porte-avions et élément de frappe de la flotte[58] ;
- la Task Force 96 composée d'une variété de navires chargés du bombardement côtier[58] ;
- la Task Force 90 formée d'un escadron de transport d'attaque pour aider à l'évacuation et aux mouvements des troupes au sol[58].

Le commandement général de la force navale est assumé par la septième flotte américaine, et l'essentiel de la puissance navale est fourni par les États-Unis. Le Royaume-Uni fournit également une petite force navale dont un porte-avions et plusieurs croiseurs. L'Australie, le Canada et la Nouvelle-Zélande participent dans une moindre mesure à cet effort. La marine de la République de Corée est presque négligeable au cours de la bataille. Les Sud-Coréens ont une très petite marine composée de quelques dizaines de dragueurs de mines, LST, PT boat et autres petites embarcations mises à leur disposition par les autres États membres de l'ONU. Par rapport à la flotte principale de l'ONU, ces embarcations jouent un rôle mineur dans l'engagement, même si les navires de guerre nord-coréens, également très faibles, ciblent principalement la flotte sud-coréenne.

#### 7eflottedes États-Unis

##### Task Force 77
Sous le commandement du vice-amiral Arthur Dewey Struble, la Task Force 77 constitue la force de frappe et de soutien aérien des forces de l'ONU. La force compte les porte-avions de l'ONU ainsi que d'un certain nombre de navire d'escorte. Les navires chargés d'escorter les porte-avions peuvent permuter dans la Task Force 96 en fonction des besoins.
| Nom du navire                    | Classe                                           | Notes |
| -------------------------------- | ------------------------------------------------ | --- |
| USS Valley Forge (CV-45)         | Classe Essex (porte-avions)                      | Arrivé sur zone au début de juillet avec le Carrier Air Group 5,. |
| USS Philippine Sea (CV-47)       | Classe Essex                                     | Arrivé sur zone le 5 août avec le Carrier Air Group 11 et sert de navire amiral à la Task Force 77. |
| HMS Triumph (R16)                | Classe Colossus (porte-avions)                   | 1st Aircraft Carrier Squadron, Far East Fleet. Arrive sur zone le 1er juillet avec deux escadrons de la Fleet Air Arm. |
| USS Badoeng Strait (CVE-116)     | Classe Commencement Bay (porte-avions d'escorte) | , |
| USS Sicily (CVE-118)             | Classe Commencement Bay                          | , |
| USS Rochester (CA-124)           | Classe Oregon City (croiseur lourd)              | [ 62 ] |
| USS Saint Paul (CA-73)           | Classe Baltimore (croiseur lourd)                | [ 62 ] |
| USS Manchester (CL-83)           | Classe Cleveland (croiseur léger)                | [ 62 ] |
| USS Worcester (CL-144)           | Classe Worcester (croiseur léger)                | [ 62 ] |
| HMS Ceylon (30)                  | Classe Crown Colony (croiseur léger)             | Arrivé sur zone le 29 août. |
| HMS Belfast (C35)                | Classe Town (croiseur léger)                     | Arrivé sur zone le 1er juillet. |
| USS Hollister (DD-788)           | Classe Gearing (destroyer)                       | [ 64 ] |
| USS Borie (DD-704)               | Classe Allen M. Sumner (destroyer)               | [ 62 ] |
| USS John A. Bole (DD-755)        | Classe Allen M. Sumner (destroyer)               | [ 62 ] |
| USS Taussig (DD-746)             | Classe Allen M. Sumner (destroyer)               | [ 65 ] |
| USS Doyle (DMS-34)               | Classe Gleaves (destroyer)                       | [ 62 ] |
| USS Endicott (DD-495)            | Classe Gleaves (destroyer)                       | [ 65 ] |
| USS Eversole (DD-789)            | Classe Gearing (destroyer)                       | [ 65 ] |
| USS George K. MacKenzie (DD-836) | Classe Gearing (destroyer)                       | [ 65 ] |
| USS Gurke (DD-783)               | Classe Gearing (destroyer)                       | [ 65 ] |
| USS Hamner (DD-718)              | Classe Gearing (destroyer)                       | [ 65 ] |
| USS Henderson (DD-785)           | Classe Gearing (destroyer)                       | Arrivé sur zone le 19 août. |
| USS Herbert J. Thomas (DD-833)   | Classe Gearing (destroyer)                       | Arrivé sur zone en juillet. |
| USS Higbee (DD-806)              | Classe Gearing (destroyer)                       | Arrivé sur zone en juin. |
| USS Ozbourn (DD-846)             | Classe Gearing (destroyer)                       | Arrivé sur zone en août. |
| USS Wiltsie (DD-716)             | Classe Gearing (destroyer)                       | Arrivé sur zone en août. |
| USS Fletcher (DD-445)            | Classe Fletcher (destroyer)                      | Arrivé sur zone le 3 juillet. |
| HMS Cossack (R57)                | Classe C (destroyer)                             | Arrivé sur zone le 29 juin. |
| HMS Consort (R76)                | Classe C (destroyer)                             | Arrivé sur zone le 29 juin. |
| HMS Unicorn (I72)                | Unicorn-class                                    | 1st Aircraft Carrier Squadron, Far East Fleet. Arrivé sur zone le 29 août. Bien que capable de fonctionner comme un porte-avions, il sert comme navire de réparation, support et maintenance d'aéronefs et n'est pas activement engagé dans les combats. |

##### Task Force 96
La Task Force 96, commandée par le vice-amiral Charles Turner Joy, est, par le nombre de navires, le plus grand rassemblement de forces navales de l'ONU. La force est principalement constituée de croiseurs, de destroyers et d'autres navires plus petits, qui sont chargés de maintenir le blocus contre les Nord-coréens et qui mènent des bombardements côtiers. Les navires de la Task Force 96 permutent régulièrement dans la Task Force 77, pour servir d'escorte ou de bouclier aux porte-avions de l'ONU. Cette force est aussi la plus diversifiée des forces et intègre les navires de cinq pays différents.
| Nom du navire                     | Classe                                     | Notes |
| --------------------------------- | ------------------------------------------ | --- |
| USS Helena (CA-75)                | Classe Baltimore (croiseur lourd)          | [ 67 ] |
| USS Juneau (CL-119)               | Classe Atlanta (croiseur léger)            | [ 52 ] |
| HMS Jamaica (44)                  | Classe Crown Colony (croiseur léger)       | [ 68 ] |
| HMS Kenya (14)                    | Classe Crown Colony (croiseur léger)       | Arrivé sur zone le 30 juin.                                                                                      |
| HMS Belfast (C35)                 | Classe Town (croiseur léger)               | Navire amiral du 1st Aircraft Carrier Squadron, Far East Fleet. Arrivé sur zone le 30 juin.                      |
| USS De Haven (DD-727)             | Classe Allen M. Sumner (destroyer)         | [ 70 ] |
| USS Mansfield (DD-728)            | Classe Allen M. Sumner (destroyer)         | [ 70 ] |
| USS Lyman K. Swenson (DD-729)     | Classe Allen M. Sumner (destroyer)         | [ 70 ] |
| USS Soley (DD-707)                | Classe Allen M. Sumner (destroyer)         | [ 65 ] |
| USS Collett (DD-730)              | Classe Allen M. Sumner (destroyer)         | [ 70 ] |
| USS Samuel N. Moore (DD-747)      | Classe Allen M. Sumner (destroyer)         | Arrivé sur zone en juillet.                                                                                      |
| USS Strong (DD-758)               | Classe Allen M. Sumner (destroyer)         | Arrivé sur zone le 1er juillet                                                                                   |
| USS Shelton (DD-790)              | Classe Gearing (destroyer)                 | [ 65 ] |
| USS Theodore E. Chandler (DD-717) | Classe Gearing (destroyer)                 | [ 46 ] |
| USS Wiltsie (DD-716)              | Classe Gearing (destroyer)                 | [ 46 ] |
| USS Frank Knox (DD-742)           | Classe Gearing (destroyer)                 | Arrivé sur zone en juillet.                                                                                      |
| USS Ernest G. Small (DD-838)      | Classe Gearing (destroyer)                 | [ 65 ] |
| USS James E. Kyes (DD-787)        | Classe Gearing (destroyer)                 | [ 65 ] |
| USS Hanson (DD-832)               | Classe Gearing (destroyer)                 | [ 65 ] |
| USS Keppler (DD-765)              | Classe Gearing (destroyer)                 | Arrivé sur zone en août.                                                                                         |
| USS Southerland (DD-743)          | Classe Gearing (destroyer)                 | Arrivé sur zone le 19 juillet.                                                                                   |
| USS Shields (DD-596)              | Classe Fletcher (destroyer)                | [ 62 ] |
| HMS Cockade (R34)                 | Classe C (destroyer)                       | Arrivé sur zone en juillet.                                                                                      |
| HMS Charity (R29)                 | Classe C (destroyer)                       | Arrivé sur zone en juillet.                                                                                      |
| HMS Comus (R43)                   | Classe C (destroyer)                       | Arrivé sur zone en juillet.                                                                                      |
| HMAS Bataan (I91)                 | Classe Tribal (destroyer)                  | [ 71 ] |
| HMCS Sioux (R64)                  | Classe V (destroyer)                       | [ 71 ] |
| HMCS Cayuga (R04)                 | Classe Tribal (destroyer)                  | [ 71 ] |
| HMCS Athabaskan (R79)             | Classe Tribal (destroyer)                  | [ 71 ] |
| HNLMS Eversten' (G01)             | Classe S (destroyer)                       | [ 71 ] |
| HMAS Shoalhaven (K535)            | Classe River (frégate)                     | [ 73 ] |
| HMNZS Pukaki (F424)               | Classe Loch (frégate)                      | [ 74 ] |
| HMNZS Tutira (F420)               | Classe Loch (frégate)                      | [ 75 ] |
| HMS Mounts Bay (K627)             | Classe Bay (frégate anti-aérienne)         | Arrivé sur zone en septembre et sert principalement comme escorte pendant la bataille d'Incheon.                 |
| HMS Whitesand Bay (K633)          | Classe Bay (frégate anti-aérienne)         | Arrivé sur zone le 11 septembre et sert principalement comme transport de troupes pendant la bataille d'Incheon. |
| HMS Black Swan (L57)              | Classe Black Swan (sloop de guerre)        | Arrivé sur zone le 30 juin.                                                                                      |
| HMS Alacrity (U60)                | Classe Black Swan (sloop de guerre)        | Arrivé sur zone le 30 juin.                                                                                      |
| HMS Hart (U58)                    | Classe Black Swan (sloop de guerre)        | Arrivé sur zone le 30 juin.                                                                                      |
| HMS Alert (K647)                  | Classe Bay modifié (frégate anti-aérienne) | Sert de quartier général.                                                                                        |
| HMHS Maine                        | Navire hôpital                             | Sert principalement comme navire hôpital pour les forces de l'ONU.                                               |
| USS Remora (SS-487)               | Classe Tench (sous-marin d'attaque)        | Patrouille à l'extrême nord du théâtre coréen dans le détroit de La Pérouse.                                     |
| USS Pickerel (SS-524)             | Classe Tench (sous-marin d'attaque)        | [ 79 ] |
| USS Chatterer (AMS-40)            | Classe YMS-1 (en) (chasseur de mines)      | [ 79 ] |
| USS Mockingbird (AMS-27)          | Classe YMS-1 (chasseur de mines)           | [ 80 ] |
| USS Osprey (AMS-28)               | Classe YMS-1 (chasseur de mines)           | [ 80 ] |
| USS Redhead (AMS-34)              | Classe YMS-1 (chasseur de mines)           | [ 80 ] |

##### Task Force 90
La Task Force 90, commandée par le contre-amiral James H. Doyle (en), est principalement chargée des opérations militaires amphibies et de débarquement sur les théâtres d'opération. En tant que telle, elle ne contient pas de navires de combat, mais essentiellement des navires de transport et un grand nombre de LST. La force est entièrement composée de navires américains. Au moins 15 LST sont assignés à la force lors de la bataille pour soutenir les transports d'attaque.
| Nom                          | Classe                                         | Notes                            |
| ---------------------------- | ---------------------------------------------- | -------------------------------- |
| USS Mount McKinley (AGC-7)   | Classe Mount McKinley (navire de commandement) | [ 59 ]                           |
| USS Cavalier (APA-37)        | Classe Bayfield (transport d'attaque)          | [ 59 ]                           |
| USS Titania (AKA-13)         | Classe Arcturus (cargo d'attaque)              | [ 81 ]                           |
| USS Oglethorpe (AKA-100)     | Classe Andrómeda (cargo d'attaque)             | [ 81 ]                           |
| USS Diphda (AKA-59)          | Classe Andrómeda (cargo d'attaque)             | [ 82 ]                           |
| USS Alshain (AKA-55)         | Classe Andrómeda (cargo d'attaque)             | [ 82 ]                           |
| USS Union (AKA-106)          | Classe Tolland (cargo d'attaque)               | [ 59 ]                           |
| USS Arikara (AT-98)          | Classe Abnaki (remorqueur)                     | [ 59 ]                           |
| USS Diachenko (APD-123)      | Classe Crosley (transporteur rapide)           | [ 83 ]                           |
| USS Horace A. Bass (APD-124) | Classe Crosley (transporteur rapide)           | [ 83 ]                           |
| USS Kite (AMS-22)            | Classe YMS-1 (chasseur de mines)               | Arrivé sur zone en juillet 1950. |

En outre, un certain nombre d'autres navires de combat sont utilisés pour transporter des armes et des fournitures aux forces de l'ONU au cours de la bataille. Ces navires ne sont pas déployés pour combattre dans cette bataille, bien que certains soient plus tard dans la guerre de Corée utilisés dans cette fonction.
| Nom                                     | Classe                         | Notes                                                      |
| --------------------------------------- | ------------------------------ | ---------------------------------------------------------- |
| HMS Warrior (R31)                       | Classe Colossus (porte-avions) | Carried additional aircraft for other carriers.            |
| USS Boxer (CV-21)                       | Classe Essex (porte-avions)    | Porte-avions pour les unités US Air Force.                 |
| USS Segundo (SS-398)                    | Classe Balao (sous-marin)      | Convoyeur de torpilles et d'autres armes.                  |
| USS Catfish (SS-339)                    | Classe Balao (sous-marin)      | Convoyeur de torpilles et d'autres armes.                  |
| SS Luxembourg Victory                   | Liberty Ship                   | Transporteur de chars pour les forces terrestres de l'ONU. |
| USNS Sgt. George D Keathley (T-APC-117) | Navire cargo                   | [ 70 ]                                                     |

## Forces nord-coréennes

### Forces terrestres
L'Armée populaire de Corée est organisée en une force mécanisée interarmes de dix divisions, constituée à l'origine en juillet de 90 000soldats bien entraînés et bien équipés avec des centaines de chars T-34. Cependant, les actions défensives menées par les forces sud-coréennes et américaines ont retardé les Nord-Coréens de manière significative dans l’invasion de la Corée du Sud, leurs coûtants 58 000soldats et un grand nombre de chars. Pour récupérer ces pertes, les Nord-Coréens doivent compter sur les remplacements et des conscrits moins expérimentés, dont beaucoup sont issus des régions conquises de la Corée du Sud. Au cours de la bataille, les Nord-Coréens soulèvent un total de 13 divisions d'infanterie et une division blindée pour la lutter autour du périmètre de Busan.
Du sud au nord, les unités nord-coréens placées en face des unités de l'ONU sont le 83e régiment motorisé de la 105e division blindée, puis les 6e, 4e, 3e, 2e, 15e, 1re, 13e, 8e, 12e, et 5e divisions d'infanterie ainsi que le 766e régiment d'infanterie indépendant.
| 1er corps d'armée                      | Lieutenant général Kim Ung      | | [ 8 ] |
| 2e division d'infanterie               | Major général Lee Ch'ong Song   | - 4th Infantry Regiment - 6th Infantry Regiment - 17th Infantry Regiment                                              | Fait état d'une force de 7 500 soldats au 5 août et de 6 000 au 1er septembre. |
| 3e division d'infanterie               | Major général Lee Yong Ho       | - 7th Infantry Regiment - 8th Infantry Regiment - 9th Infantry Regiment                                               | Fait état d'une force de 6 000 soldats au 5 août et de 7 000 au 1er septembre. |
| 4e division d'infanterie               | Major général Lee Kwon-mu       | - 5th Infantry Regiment - 16th Infantry Regiment - 18th Infantry Regiment                                             | Fait état d'une force de 7 000 soldats au 5 août; réduite à 3 500 au 19 août après avoir combattu lors de la Première bataille du Nakdong, puis à 5 500 au 1er septembre. |
| 6e division d'infanterie               | Major général Pang Ho San       | - 13th Infantry Regiment - 14th Infantry Regiment - 15th Infantry Regiment                                            | Fait état d'une force de 3 600 soldats au 5 août et de 10 000 au 1er septembre. |
| 7e division d'infanterie               | Major général Paek Nak Chil     | - 30th Infantry Regiment - 31st Infantry Regiment - 32nd Infantry Regiment                                            | Engagé sur le périmètre de Busan le 1er septembre avec une force de 9 000 hommes. |
| 9e division d'infanterie               | Major général Kim T'ae Mo       | - 1st Infantry Regiment - 2nd Infantry Regiment - 3rd Infantry Regiment                                               | Engagé sur le périmètre de Busan autour du 25 août avec une force de 9 350 hommes. |
| 10e division d'infanterie              | Major général Kim Tae Hong      | - 25th Infantry Regiment - 27th Infantry Regiment - 29th Infantry Regiment                                            | Fait état d'une force de 7 500 soldats au 1er septembre. |
| 2e corps d'armée                       | Lieutenant général Kim Mu Chong | | [ 8 ] |
| 1re division d'infanterie              | Major général Hong Rim          | - 20th Infantry Regiment - 22nd Infantry Regiment - 24th Infantry Regiment                                            | Fait état d'une force de 5 000 soldats au 5 août et de 5 000 au 1er septembre. |
| 5e division d'infanterie               | Major général Ma Sang Ch'ol     | - 10th Infantry Regiment - 11th Infantry Regiment - 12th Infantry Regiment                                            | Fait état d'une force de 6 000 soldats au 5 août et de 7 000 au 1er septembre. |
| 8e division d'infanterie               | Major général Oh Paek Ryong     | - 81st Infantry Regiment - 82nd Infantry Regiment - 83rd Infantry Regiment                                            | Fait état d'une force de 8 000 soldats au 5 août et de 6 500 au 1er septembre. |
| 12e division d'infanterie              | Major général Ch'oe Hyon        | - 1st Infantry Regiment - 2nd Infantry Regiment - 3rd Infantry Regiment                                               | Fait état d'une force de 6 000 soldats au 5 août, réduite à 1 500 hommes après la bataille de Pohang, et reconstitué le 19 août en fusionnant le 766th Regiment avec 5 000 soldats. Fait état d'une force de 5 000 soldats au 1er septembre. |
| 13e division d'infanterie              | Major général Choi Yong Chin    | - 19th Infantry Regiment - 21st Infantry Regiment - 23rd Infantry Regiment                                            | Fait état d'une force de 9 500 soldats au 5 août et de 9 000 au 1er septembre. |
| 15e division d'infanterie              | Major général Paik Son Choi     | - 45th Infantry Regiment - 48th Infantry Regiment - 50th Infantry Regiment                                            | Fait état d'une force de 5 000 soldats au 5 août et de 7 000 au 1er septembre |
| 105e division blindée                  | Major général Ryu Kyong Su      | - 107th Tank Regiment - 109th Tank Regiment - 203rd Tank Regiment - 206th Infantry Regiment - 83rd Motorized Regiment | La 105e forme le noyau des forces blindées et mécanisées de la Corée du Nord. Elle est dispersée afin de soutenir les autres divisions sur le front. Sa force totale est estimée à 4 000 soldats au 5 août, et à 1 000 hommes au 1er septembre après le transfert d'une grande partie des unités vers la 104e brigade de sécurité, et les 16e et 17e brigades blindées. |
| 766e régiment d'infanterie indépendant | Senior Colonel Oh Jin Woo       | - 1st Battalion - 2nd Battalion - 3rd Battalion                                                                       | Fait état d'une force de 1 500 soldats au 5 août ; dissous le 19 août après avoir combattu à la bataille de Pohang et fusionné avec la 12e division d'infanterie. |

### Forces aériennes et maritimes
La Marine nord-coréenne contrôle une force très faible d'environ 50 ou 60 navires, tous de petits gabarits. La marine possède quelques torpilleurs et canonnières, dont certains ont été donnés par l'Union soviétique, mais ces navires ne sont pas de taille face aux forces navales de l'ONU. Depuis la bataille de Chumunjin, un engagement unilatéral dans lequel forces de l'ONU ont tendu une embuscade et écrasé une petite flottille nord-coréenne, ces derniers évitent généralement les navires de l'ONU, laissant les forces navales de l'ONU pratiquement sans opposition. Les torpilleurs nord-coréens mènent cependant des attaques isolées contre les petits navires sud-coréens, mais ne cherchent pas à s'opposer à de plus grands navires de l'ONU lors de la lutte autour du périmètre de Busan. Ils ne sont pas non plus réapprovisionnés par la Chine ou l’URSS, car ni l’un, ni l’autre ne dispose d’une marine conséquente et permanente dans la région. Cet élément est considéré par les historiens comme un des plus grands inconvénients de la Corée du Nord pendant la bataille, car il permet un contrôle total de la mer par l'ONU.
Au début de la guerre de Corée en juillet, la Force aérienne populaire de Corée est composée d'environ 150 avions de combat. Cette force est composée de modèles de construction russe et souffre généralement d’un mauvais entretien et d’un manque de réparation. Les avions de chasse incluent des Yakovlev Yak-7, Yak-3 et quelques Yak-9, 70 au total. Ils contrôlent aussi une poignée d'Iliouchine Il-10 pour le combat air-sol, et utilisent des biplans Polikarpov Po-2 pour la formation. Ces aéronefs sont mal entretenus et leurs pilotes sont impatients mais surtout sans formation. Cependant, les forces nord-coréennes au sol disposent d'équipements modernes, y compris des armes et des véhicules de lutte anti-aérienne très efficace et menaçante pour les avions de l'ONU. Les avions nord-coréens engagent à plusieurs reprises des avions américains dans de petits combats isolés lors de la bataille, mais les Nord-Coréens sont incapables de réunir une force suffisante sur le front pour s'opposer sérieusement à la domination aérienne de l'ONU.